# Калман Ихас
Калман Ихас (мађ. Kálmán Ihász; Будимпешта, 6. март 1941 − 31. јануар 2019) Био је мађарски фудбалер.
Током клупске каријере играо је за Вашаш. За мађарску фудбалску репрезентацију учествовао је на ФИФА-ином светском првенству 1962., Европском купу 1964. и ФИФА-ином светском првенству 1966. године. Такође је освојио златну медаљу у фудбалу на Летњим олимпијским играма 1964. године.